# Бугаї Другі
Бугаї́ Другі — село в Золочівській громаді Богодухівського району Харківської області України. Населення становить 62 осіб.

## Географія
Село Бугаї Другі знаходиться на правому березі річки Уди, вище за течією на відстані 2 км розташоване село Андріївка, нижче за течією на відстані 2 км розташований смт Золочів, на протилежному березі — смт Золочів і село Сніги, до села примикає село Розсохувате. Поруч із селом проходить залізниця, найближчі станції Сніги і Світличний (2,5 км).

## Історія
12 червня 2020 року, розпорядженням Кабінету Міністрів України № 725-р «Про визначення адміністративних центрів та затвердження територій територіальних громад Харківської області», увійшло до складу Золочівської селищної громади.
19 липня 2020 року, в результаті адміністративно-територіальної реформи та ліквідації Золочівського району, село увійшло до складу Богодухівського району.